# 小牧師 (1934年の映画)
『小牧師』（しょうぼくし、The Little Minister）は、キャサリン・ヘプバーンが主演し、リチャード・ウォーレスが監督した、1934年のアメリカ合衆国のドラマ映画。J・M・バリーの1891年の小説『小牧師 (The Little Minister)』と1897年の戯曲『小牧師 (The Little Minister)』をもとに、ジェーン・マーフィン、サラ・Y・メイソン、ヴィクター・ヒアマンが脚本を書いた。この作品は、この原作に基づく5本目の映画作品であり、本作以前にもサイレント映画時代に4本が既に制作されていた。原作小説は、バリーが出身地キリミュアに擬して創作した架空の町「スラムズ (Thrums)」を舞台にした三部作の3作目であり、この三部作はバリーの出世作であった。

## あらすじ
1840年代のスコットランドの田舎を舞台に、新たにスラムズのオールド・リヒト教会に赴任してきた生真面目な聖職者ゲヴィン・ディシャートと、身分を偽ってジプシー娘バビイとして村人たちと交際している、実は領主リンタウル卿の保護の下にある娘バーバラの物語を描きながら、労働問題や階級問題に焦点が当てられる。
牧師のゲヴィン・ディシャートは、母を連れてスラムズの教会へ赴任してきた。大酒飲みロブ・ドウが、ディシャートに感化された禁酒したことを契機に、住民たちはゲヴィンを尊敬するようになる。住民には織工が多かったが、工場では賃上げ要求をめぐる揉め事が流血の事態となっており、軍隊が出動するのではないかという不穏な噂が立っていた。スラムズの領主リンタウル卿の屋敷で育てられた娘バーバラは、身分を偽ってジプシー娘バビイとして村人たちと交際し、リンタウル卿の支配から村人たちを護っていた。ディシャートは、バビイの計略に乗せられ、軍隊と住民たちの対立に巻き込まれる。ディシャートとバビイは好意をもつようになっていくが、ふたりの恋愛は住民たちの間でスキャンダルとなり、牧師としての地位が危うくなる。そうした中、ロブ・ドウが再び酒に手を出したことを息子のマイカーから聞かされたディシャートは、バビイを断念し、彼女はリンタウル卿と結婚する運びとなる。...

## キャスト
- キャサリン・ヘプバーン - バビイ (Babbie)
- ジョン・ビール（英語版） - ゲヴィン・ディシャート師 (Reverend Gavin Dishart)
- アラン・ヘイル（英語版） - ロブ・ドウ (Rob Dow)
- ドナルド・クリスプ - マックイーン博士 (Doctor McQueen)
- ラムズデン・ヘア（英語版） - タマス・ワモンド (Tammas Whammond)
- アンディ・クライド（英語版） - 警官ウィーリーワールド (Policeman Wearyworld)
- ベリル・マーサー（英語版） - ミセス・マーガレット・ディシャート (Mrs. Margaret Dishart)
- ビリー・ワトソン（英語版） - マイカー・ドウ (Micah Dow)
- ドロシー・スティックニー（英語版） - ジーン・プロクター (Jean Proctor)
- メアリー・ゴードン（英語版） - ナニー、ウェブスター (Nanny Webster)
- フランク・コンロイ（英語版） - リンタウル卿 (Lord Milford Rintoul)
- エイリー・マリオン（英語版） - レディ・イヴァリーナ・リンタウル (Lady Evalina Rintoul)
- レジナルド・デニー - ハリウェル大尉 (Captain Halliwell)

## 制作

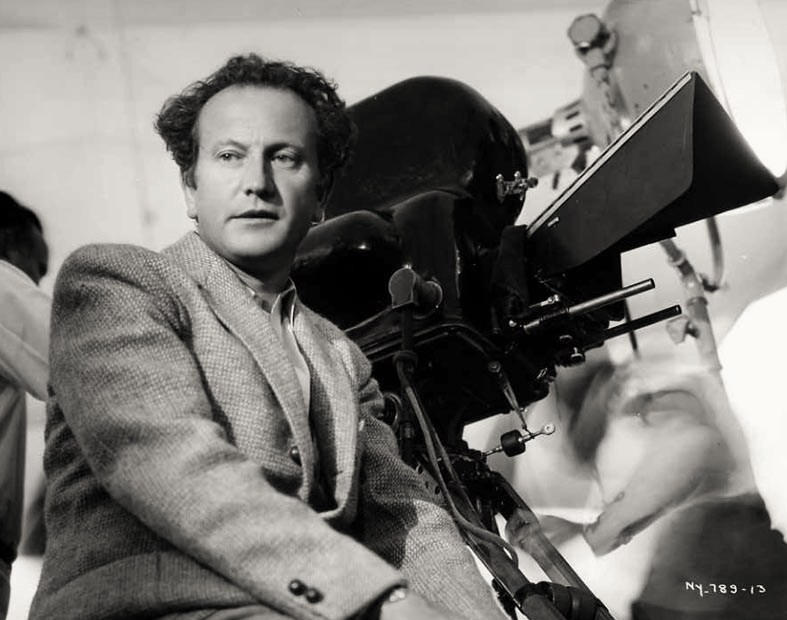
『小牧師』のセットにおける監督リチャード・ウォーレス。

当初キャサリン・ヘプバーンは、バビイ役を拒んだが、この役の話がマーガレット・サラヴァンに回ると、エージェント（代理人）だったリーランド・ヘイワードの助言に背いて、この役を引き受けることにした。この映画の予算は、当時としては巨額だった $650,000 で、その大部分はカリフォルニア州のシャーウッド・フォーレスト (Sherwood Forest) やローレル・キャニオン (Laurel Canyon) におけるロケーション撮影と、RKOフォーティー・エーカーズのバックロットに建設された精巧な村のセットに費やされた。この村のセットは、その後も、ローレル&ハーディの『極楽槍騎兵 (Bonnie Scotland)』など、多数の映画作品の制作にも使用された。この作品は、RKOにとって、この年に最も金をかけた映画であり、ヘプバーンの出演映画の中でも最も金がかけられたものであった。
サウンドトラックには、スコットランド民謡の「ロッホ・ローモンド (The Bonnie Banks o' Loch Lomond)」、「故郷の空 (Comin' Thro' the Rye)」、「House of Argyle」などが収められている。CD3枚組の『Max Steiner: The RKO Years 1929-1936』には、マックス・スタイナーがこの映画のために作曲した11曲が収録されている。
この作品の世界初公開は、ニューヨークのラジオシティ・ミュージックホールでおこなわれた。

## 評価
アンドレ・センウォルドは、『ニューヨーク・タイムズ』紙の映画評の中で、この映画を「サー・ジェームスによるスコットランドの小さな痛ましい恋愛物語が、優しく、愛情あふれる形で映画に整えられた ... 穏やかで落ち着いた調子の『小牧師』が、純粋に魅力的な作品であることは間違いない (a tender and lovingly arranged screen edition of Sir James's rueful little Scottish romance . . . in its mild-mannered and sober way, The Little Minister proves to be a photoplay of genuine charm)」と評した。この映画は人気を博したが、費用がかかりすぎていたために、結果的に $9,000 の損失を出し、ヘプバーンには「ボックス・オフィスの毒 (box office poison)」という評価が付いてしまった。